# Scincella incerta
Scincella incerta — вид сцинкоподібних ящірок родини сцинкових (Scincidae). Мешкає в Центральній Америці.

## Поширення і екологія
Scincella incerta мешкають в центральній Гватемалі, а також в Гондурасі. Вони живуть у сосново-дубових і вологих тропічних лісах, на кавових плантаціях і в садах, серед опалого листя. зустрічаються на висоті від 1350 до 1670 м над рівнем моря.